# Lutz von Werder
Lutz von Werder (* September 1939 in Berlin) ist ein deutscher Autor, Moderator, Soziologe, Philosoph und Hochschullehrer für vergleichende Psychotherapieforschung. Außerdem ist er einer der Gründer der Schreibwerkstättenbewegung.

## Biographie
Er entstammt dem Adelsgeschlecht von Werder. Nach dem Studium der Philosophie (1965) promovierte er 1972 in Pädagogik und wurde 1975 am Otto-Suhr-Institut der Freien Universität in Berlin für Soziologie habilitiert. Seit 1977 ist er Dozent für Kreativitätsforschung an der Alice Salomon Hochschule Berlin. Dort ist er als Hochschullehrer für vergleichende Psychotherapieforschung tätig. Im Oktober 2000 begann er eine philosophische Mitmachsendung im Westdeutschen Rundfunk, die weiterhin monatlich ausgestrahlt wird. Außerdem moderiert er so genannte Philosophische Cafés in der Berliner Urania, bei denen ebenfalls das Publikum aktiv beteiligt ist.

## Arbeitsgebiete

### I Antiautoritäre Erziehung
Zur Zeit der antiautoritären Erziehung arbeitete Lutz von Werder 1968–1972 in einem antiautoritären Kinderladen mit (Kinderladen Berlin-Schöneberg II) und baute einen Club für Arbeiterkinder auf (die Roten Panther). Er war einer der Hauptbeteiligten im Roten Kollektiv proletarische Erziehung Westberlin (Rotkol, 1969–1971).
Lutz von Werder war innerhalb der antiautoritären Erziehungsbewegung ein sehr aktiver Wiederherausgeber einschlägiger, älterer Texte.

#### Herausgeberschaften
- Siegfried Bernfeld: Antiautoritäre Erziehung und Psychoanalyse. Ausgewählte Schriften. (mit Reinhart Wolff). Frankfurt/M.: März Verlag, 1969 (Band 1) – 1970 (Band 3).
- Otto Rühle: Zur Psychologie des proletarischen Kindes. (mit Reinhart Wolff). Frankfurt/M.: März Verlag, 1969. Frankfurt: Fischer 1975, ISBN 3-436-02068-0.
- Schulkampf. Dokumente und Analysen Band 1. (mit Reinhart Wolff). Frankfurt/M.: März Verlag, 1970.
- Edwin Hoernle: Grundfragen proletarischer Erziehung. (mit Reinhart Wolff). Darmstadt: März Verlag 1969.
- Otto Felix Kanitz: Kämpfer der Zukunft. Für eine sozialistische Erziehung. Frankfurt/M.: März Verlag 1970.
- Otto Felix Kanitz: Das proletarische Kind in der bürgerlichen Gesellschaft. Frankfurt/M.: März Verlag 1970. Frankfurt/M.: Fischer Taschenbuch 1974. ISBN 3-436-01852-X.

#### Werke
- Von der antiautoritären zur proletarischen Erziehung. Ein Bericht aus der Praxis. Frankfurt/M.: Fischer Taschenbuch 1972. ISBN 3-436-01521-0.
- Sozialistische Erziehung in Deutschland. Geschichte des Klassenkampfes um den Ausbildungssektor 1848–1973. Frankfurt/M.: Fischer Taschenbuch 1994. ISBN 3-436-01868-6.
- Erziehung und gesellschaftlicher Fortschritt. Einführung in eine soziologische Erziehungswissenschaft. Frankfurt/M., Berlin, Wien: Ullstein 1976. ISBN 3-548-13246-4.
- Was kommt nach den Kinderläden? Erlebnis-Protokolle. Berlin: Wagenbach 1977. ISBN 3-8031-1075-0.
- Soll Erziehung politisch sein? Herausgegeben und kommentiert vom 'Roten Kollektiv Proletarische Erziehung'. Westberlin (ROTKOL u. L.von Werder). Frankfurt/M.: März Verlag 1970.
- Der unbekannte Fromm. Biographische Studien. Frankfurt/M.: Haag & Herchen 1987 (Forschungen zu Erich Fromm, Bd. 2). ISBN 3-89228-074-6.

### II Schreibbewegung
Werder gilt als eine der führenden Figuren in der kreativen Schreibbewegung, die seit den 1970er Jahren in ganz Deutschland durch Schreibwerkstätten und Arbeitsgruppen Menschen ins Schreiben bringen will. Werder selbst hat dabei vor allem die theoretischen Aspekte des Schreibens und des Schreibenlehrens untersucht. Dazu gehört auch die Untersuchung von Schreibmethoden als therapeutischem und selbsttherapeutischem Mittel.
Wichtige Impulse hat Werder im Rahmen der Hochschuldidaktik gesetzt: Obwohl Schreiben in allen Studiengängen zu den Grundkompetenzen gehört, ist die praktische Anleitung zum Verfassen wissenschaftlicher Arbeiten in Deutschland lange vernachlässigt worden. Erst in den letzten Jahren finden an den Universitäten propädeutische Seminare zum kreativen Schreiben wissenschaftlicher Arbeiten statt.
1982 hat Werder eines der ersten Institute für Kreatives Schreiben e.V. in Deutschland gegründet. Es ist heute assoziiert mit der Alice-Salomon-Fachhochschule.
Viele seiner vielen Bücher zum kreativen Schreiben haben großen Einfluss in der Schreibbewegung gewonnen.

#### Werke
- Erinnern, Wiederholen, Durcharbeiten. Das Kreative Schreiben der eigenen Lebensgeschichte. Berlin: Schibri-Verlag 2006
- Brainwriting & Co. Berlin: Schibri-Verlag 2002.
- Lehrbuch des Kreativen Schreibens. Berlin: Schibri-Verlag, 2001.
- Einführung in das Kreative Schreiben. Berlin: Schibri-Verlag, 2000.
- Kreatives Schreiben in den Wissenschaften. Berlin: Schibri-Verlag, 1995.
- Erfolg im Beruf durch Kreatives Schreiben. Berlin: Schibri-Verlag 1995.
- Lehrbuch des wissenschaftlichen Schreibens. Berlin: Schibri-Verlag, 1993.
- Kreative Einführung in Grundkonzepte der Psychotherapie. Berlin: Schibri-Verlag 1998.
- Kreative Literaturgeschichte. Berlin: Schibri-Verlag 1992.

Seit dem Wintersemester 2006 bietet die Alice-Salomon Fachhochschule den ersten Masteraufbaustudiengang zum „Kreativen und Autobiografischen Schreiben“ in Deutschland an.

### III Philosophische Lebenskunst
Das kreative Denken als philosophische Lebenskunst ist eine wichtige Position in der Bewegung der praktischen Philosophie. Die philosophische Lebenskunst praktiziert Werder als „Radiophilosoph“ auf WDR 5 und als Leiter von philosophischen Cafés in der Berliner Urania und im Literaturhaus Berlin.

#### Werke
- Philosophie als Psychotherapie. Berlin: Schibri-Verlag 2006.
- Beklage Dich nicht – philosophiere. Berlin: Schibri-Verlag, 2006.
- Lebensphilosophie für Individualisten. Berlin: Schibri-Verlag 2005.
- Das große philosophische Gedächtnis. Berlin: Schibri-Verlag, 2003.
- Mystik für Gipfelstürmer. Berlin: Schibri-Verlag, 2003.
- Creative Thinking. Die effektivsten Methoden großer Denker. Berlin: Schibri-Verlag 2003.
- Philosophie für Verliebte. Berlin: Schibri-Verlag, 2002.
- Einführung in die philosophische Lebenskunst Asiens. Berlin: Schibri-Verlag, 2001.
- Ängstige Dich nicht – schreibe. Ein Übungsbuch der praktischen Philosophie zur Todesfrage. Berlin: Schibri-Verlag 1998.
- Verzweifle nicht – schreibe! Ein Übungsbuch zur Gottesfrage. Berlin: Schibri-Verlag 1997.
- Lutz von Werder: Erfolg im Beruf durch kreatives Schreiben. Schibri-Verlag, Berlin 1995, ISBN 978-3-928878-24-1.